# Paběrkování

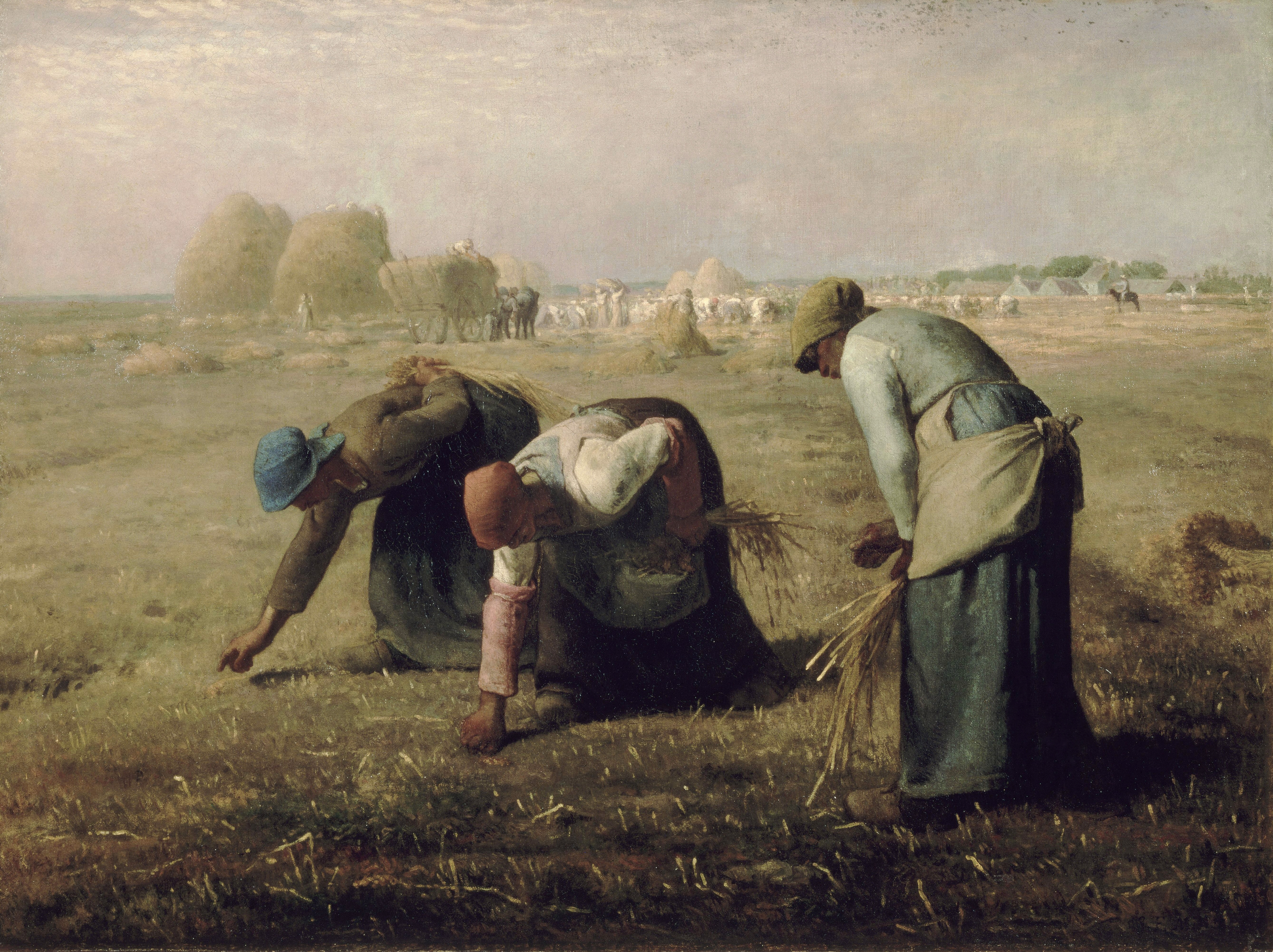
Jean-François Millet: Paběrkovači, 1857

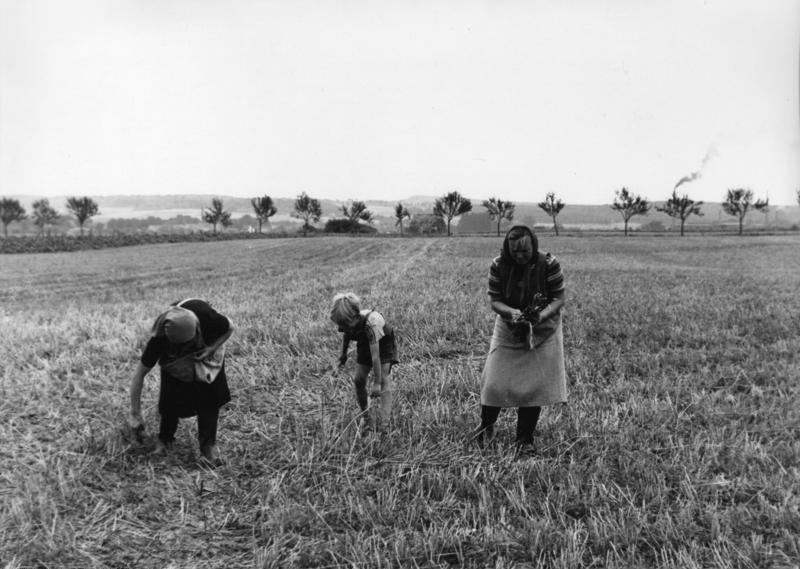
Paběrkování u Zülpichu v roce 1957

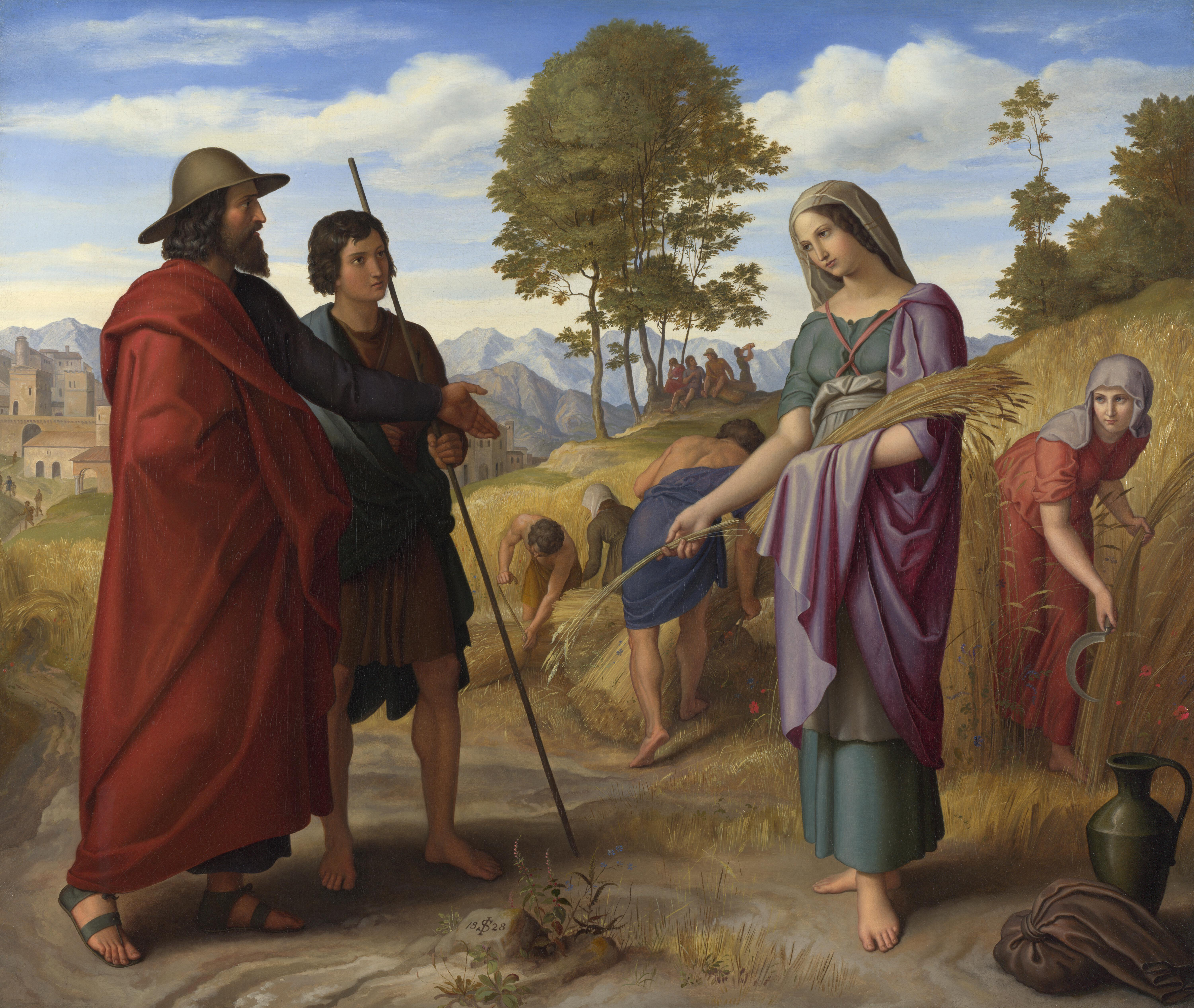
Julius Schnorr von Carolsfeld: Paběrkující Rút se na poli setkává s Bóazem, 1828

Paběrkování je sběr zbytků úrody po provedení hlavní sklizně. V zemědělské společnosti se často jednalo o podstatnou součást obživy chudých. V židovství a následně i v křesťanství bylo dokonce chudým přiznáváno právo na paběrkování. Zároveň se ale obvykle jednalo o tu část úrody, kterou se bohatému vlastníkovi v podstatě hospodářsky nevyplácelo sklízet, ať už z důvodu její nižší kvality nebo její obtížnější sklizně, a proto zůstala záměrně nesklizena.
V základní podobě se typicky jednalo o hledání zbylých obilných klasů na poli, ale paběrkování probíhalo i na vinicích nebo v ovocných sadech. Historicky se vyskytovalo i sbírání chomáčků vlny, které zůstaly po průchodu ovce zachyceny na keřích. Dalším příkladem je sbírání volně ležícího klestu ponechaného v lese po průmyslové těžbě dřeva.

## V židovství a křesťanství
V Bibli zmiňují paběrkování knihy Leviticus a Deuteronomium:
- 3. kniha Mojžíšova 19,9–10: Když budete žíti obilé země vaší, nesežneš naskrze všeho pole svého, a nebudeš sbírati pozůstalých [klasů] žně své. Tolikéž ostatků vinice své nebudeš bráti, a zrní vinice své nebudeš sbírati; chudému a příchozímu zanecháš toho: Já jsem Hospodin Bůh váš.[1]
- 5. kniha Mojžíšova 24,19–24,21: Když bys žal obilí své na poli svém, a zapomenul bys tam některého snopu, nenavrátíš se, abys jej vzal; příchozímu, sirotku a vdově [to] bude, aby požehnal tobě Hospodin Bůh tvůj při všelikém díle rukou tvých. Když bys třásl olivy své, nebudeš shledávati po každé ratolesti za sebou; příchozímu, sirotku a vdově [to] zůstane. Když bys sbíral víno na vinici své, nebudeš paběrovati jahodek za sebou; příchozímu, sirotku a vdově [to] bude.[2]

V knize Rút si titulární hrdinka, chudá vdova Rút, obstarává obilí paběrkováním, když jde za ženci a sbírá, co po nich zbude.
Jak je zřejmé i z úryvků, součástí kultury bylo pravidlo pro hospodáře pole, aby se ani nesnažil vytěžit ze svého pole všechny klasy do posledního, ale co bylo při hlavní sklizni přehlédnuto, to už měl na poli nechat. Rovněž se očekávalo, že nebude sklízet na okraji pole, kde obilí roste jen řídce, promícháno s travami a křovím.

## Moderní doba a obdoby paběrkování
V Anglii bylo paběrkování garantováno baráčníkům až do roku 1788, kdy Sněmovna lordů v případu Steel versus Houghton rozhodla, že v rámci obecného práva není paběrkování právem.
V Sovětském svazu byl během hladomoru v letech 1932–1933 schválen zákon o třech kláscích, který v rámci ochrany majetku kolchozů paběrkování přísně zakázal.
V moderní době lze za obdobu paběrkování považovat vybírání odpadků, kdy je zužitkováno jídlo a jiné věci, které už původní majitel nevyužije.
Aktivity v oblasti využití zbytků potravin a nebo i různých výrobků, které už jejich vlastník nevyužije, jsou často motivovány charitativními důvody, ale také se objevují v rámci snahy o udržitelnost.
I tyto moderní aktivity nacházejí oporu v právu, například ve Spojených státech amerických byl v roce 1996 schválen zákon Bill Emerson Good Samaritan Act of 1996, který dárcům jídla snižuje  právní odpovědnost ohledně jeho kvality, což má zabránit vyhození jídla a umožnit jeho distribuci chudým.